# تحلل ذاتي (أحياء)

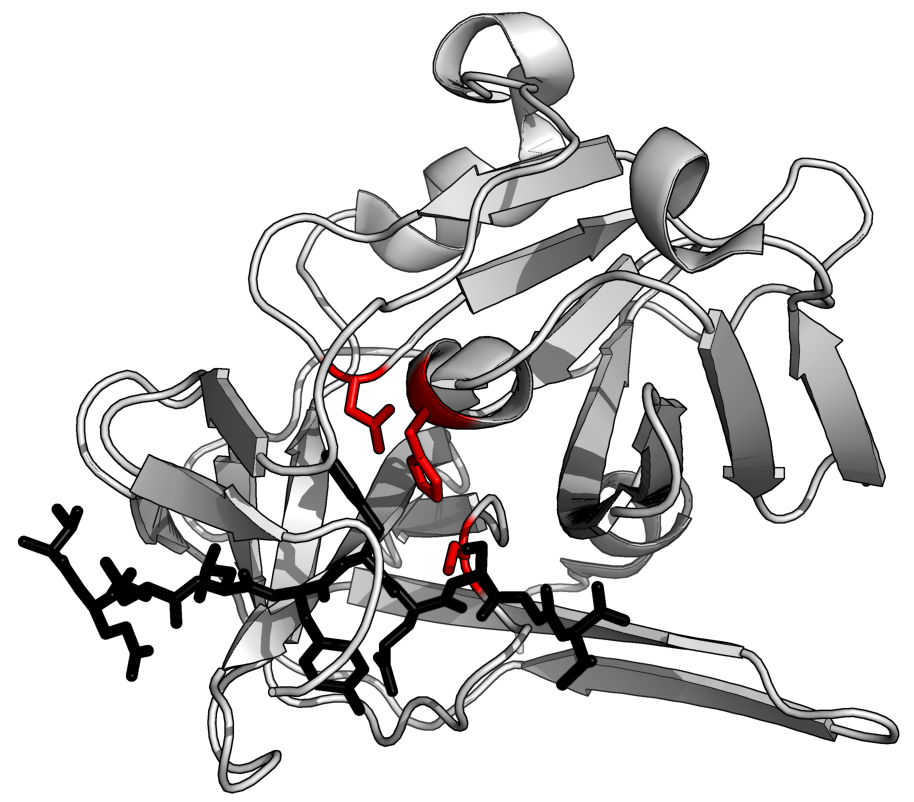

التحلل الذاتي أو الهضم الذاتيأو الانحلال الذاتي  (بالإنجليزية: Autolysis)‏ مصطلح في علم الأحياء يدل على عملية تدمير ذاتي للخلية الحية. هذه العملية غير واسعة الحدوث في الأحياء البالغة وتحصل فقط في الخلايا المصابة أو النسج التي يحدث فيها موت.
بتفصيل أكثر، يحدث التحلل الذاتي حينما تطلق الجسيمات الحالّة أنزيماتها الهاضمة للعوامل الممرضة من داخل الجسيم الحالّ إلى داخل الخلية ذاتها مما يتسبب في تحلل الخلية نفسها، وهو ما يفسر فساد لحوم الذبائح بعد فترة من ذبحها وتركها بدون تبريد.

## استخدامه
في صناعة الأغذية يتم قتل الخمائر بالتحلل الذاتي بإضافة الإنزيمات أو الملح ، ويستفاد من هذا التحليل لتغيير نكهة المنتج.

## إنظر أيضاً
- استموات
- سرطان
- نخر
- موت الخلايا